# 韓國國際遊戲展示會
韓國國際遊戲展示會（韓語：지스타，簡稱、及）是一項在韓國國際展覽廳舉辦的展覽，每年選定於11月舉行，除了基本的展覽以外，另外也會進行韓國遊戲產業論壇（Korea Game Conference，簡稱KGC），提供各國遊戲廠商進行技術交流與商機交換。
在此之前，韓國Gstar組織委員會為了要整合遊戲與娛樂產業，於2004年12月宣布將韓國遊戲展示會（Korea Amuse World Game Expo，簡稱KAMEX）、韓國街機遊戲展（Korea International Amusement Parks & Attractions Show，簡稱KOPA）、韓國數位內容博覽會（Digital Contents Fair，簡稱DCF）等三大展覽整併，並且另外安排了其他的相關活動。
在整合之後的展覽，導向也從原先的消費者導向轉換成國際商機交換，因而均衡了商業與消費的機能。而目前為止，此遊戲展覽為世界排名第四的展覽，僅次於德國Gamescom、日本東京電玩展及美國E3遊戲展。

## 相關活動

### 韓國遊戲產業論壇
韓國遊戲產業論壇（Korea Game Conference），舊稱韓國遊戲開發論壇（Korea Game Developers Conference），是由韓國遊戲開發者協會主辦（Korea Game Developers Association）。主要是邀請各國遊戲開發廠商與程式設計人員參與，並且，主辦單位會安排不同的大型廠商，進行專題演講，以及新技術與新產品的發布，依照性質還分成「專題演講」、「新技術體驗」、「研討會」、「遊戲產業學院」等活動。
此項大型論壇最早是在2001年辦理，現已經成功舉辦六屆，目前也是此項遊戲展示會的主題活動。

### 韓國遊戲大獎
韓國遊戲大獎（Korea Game Awards）是由韓國文化觀光部、朝鮮日報體育網、電子新聞社聯合主辦，由韓國遊戲產業協會主管的韓國遊戲年度最權威獎項。早在2004年第一次辦理時，並非隸屬於此展覽之大型活動，本活動主要是為了從韓國當地廠商研發的新遊戲中，每季評選出較佳者入圍最終的選拔，與台灣「遊戲之星選拔賽」的專家評選組是相似的，而決選中被評鑑最佳的遊戲，可以獲得最高榮譽「總統獎」。
歷屆總統獎得獎遊戲
- 2003年：《天堂2》
- 2004年：《烈焰帝國：十字軍》（XBOX）
- 2005年：《熱血传奇》
- 2006年：《卓越之劍GE》
- 2007年：《A.V.A 戰地之王》
- 2008年：《AION》[2]
- 2009年：《第九大陸》[3]
- 2010年：《瑪奇英雄傳》[4]
- 2011年：《TERA》[5]
- 2012年：《Blade & Soul》[6]
- 2013年：《上古世紀》[7]
- 2014年：《BLADE - 刀鋒戰記》[8]
- 2015年：《掠奪者》（手機遊戲）
- 2016年：《HIT：英雄之戰》[9]（手機遊戲）

### 其他活動
除了大型論壇以外，各廠商也安排了商機洽談活動，在各自的攤位進行，另外，大會也有設置買主洽談區，提供各國買主和各家參展廠商進行商機交換。

## 發展歷史
第一屆（2005年11月10日─11月13日）
- 韓國文化觀光部與韓國信息通訊部在2004年12月1日宣布，韓國遊戲展示會自2005年起改制，與韓國街機遊戲展、韓國數位內容博覽會合併成「韓國國際遊戲展示會」，並且公佈官方標誌與宣言[10]。
- 韓國Gstar組織委員會表示，知名大廠確定參展，展覽中主要會推展網路遊戲、大型機台電玩、手機遊戲等，另外規劃兩種導向的展區，分成B2C（消費）與B2B（商業）展區，入場限制也會不同[11]。
- 韓國電玩展B2C展區中，各種年齡層專屬的遊戲在會場，也吸引老中青三代的當地民眾參觀，對此，台灣參訪團認為若能建立健全的電玩遊戲分級制度，與良性推廣合法遊戲，電玩可以不用偷偷摸摸地玩[12]。
- 由於線上遊戲一直是韓國人的強項，因此，Nexon的《阿給賽車》（Kart Riders）、《瘋狂坦克》（Big Shot）、Gravity公司的Stylia線上遊戲平台、HanbitSoft的《新野球》（Neo Baseball）、《魔法飛球二代》（Pangya 2）受到年輕玩家的歡迎[13]。
- 台灣的遊戲橘子、華義國際、數碼戲胞、智冠科技等大廠商，為了要爭取地區代理權，與相關線上遊戲廠商進行商機交換。[13]
- 合併後的第一屆，吸引了156家公司使用1600個攤位進行展示，共157790人次參觀，在當年僅次於東京電玩展，商務人士參觀者約一成四，青少年約三成，其他年齡層則約五成六，另外，三十歲以下的參觀者佔八成以上，年齡層與台北國際電玩展相近。[14]。

第二屆（2006年11月9日─11月12日）
- 參展廠商數目152家，微幅減少，但使用1985個攤位與超過 16 萬名來自 36 個國家的參觀者，仍然刷新了展覽的規模，且交易洽談總額達2.9億美元。[15][16]
- 本屆展覽另有舉辦《Groove Party》、《FIFA Online》、《激戰》、《百變恰吉》（Get Amped，中國大陸翻譯成「熱血英豪」）、《生死格鬥四》（Dead or Alive 4）、《實況足球》、《Mini2》等七款不同遊戲的競賽[17]。

第三屆（2007年11月8日─11月11日）
- 預計將有包括NEXON、NCsoft、NHN、WEMADE、JC ENTERTAINMENT, yedang online等 160 家廠商參展，預期將吸引 16 萬人、50 個國家、5000 名以上的投資商和世界著名企業參觀。[16]
- 英國、台灣都以國家館形式參加G★活動，另外像盛大、騰訊、遊戲蝸牛、渡口網絡、北之辰等中國大陸廠商也都預定G★的展覽攤位。[16]
- 主要活動包括韓國遊戲國際座談會，遊戲音樂演奏會、遊戲對抗賽、遊戲 COSPLAY 秀等。[16]
- 現場並有四款遊戲競賽，分別為《勁舞團》、《路尼亞戰記》、《Shot Online》與《Sudden Attack》。[18]
- 根據主辦單位統計，此次共有 89 家廠商在 B2C 館展出，67 家在 B2B 館（6 家兩館同時參展）；在 B2B 館中，包括 Neowiz、CJ Internet、Ntreevsoft、Uniana、Joymax、On Net 等廠商參展，B2B 館參展家數為去年 33 家的兩倍。[18]

第四屆（2008年11月13日─11月16日）
- 韓國知名遊戲廠商 NCsoft、NEXON、JCE Entertainment 等都將參與展出，並有高達 50 多個跨國遊戲與硬體廠商等也將共襄盛舉。[19]
- 會場將同步舉辦世界遊戲文化嘉年華 （WGCC），強調將是一個深度解剖世界遊戲文化的專業交流會。[19]
- 展期吸引 189,658 人、17 個國家、162 家公司到場參觀，為歷年來參展人數最高的一次。[20]

第五屆（2009年11月26日─11月29日）
- 在展場舉行的前一個月，承辦單位韓國內容振興院有關人員發表了幾個嚴格的規定：[21]
  - 為避免青少年可能沈迷於玩遊戲、並透過虛擬物品仲介交易網站來賺取金錢，進而荒廢了學業等，不允許遊戲虛擬物品仲介交易網站參與展出。韓國知名虛擬物品交易網站 Itembay 經過內部開會後，決定將不參展。至於另一個虛擬物品交易網站 Itemmania 由於旗下有另一個遊戲入口網站 Gamemania，因此將選擇以 Gamemania 來參展。
  - 考量到展覽會有 18 歲以下青少年參觀，遊戲廠商可以設置專區與檢查等方式，來避免未成年者接觸到限制級遊戲。
  - 參展遊戲廠商的 Showgirl 不准過度暴露煽情，不能穿類似比基尼泳裝或類似內衣的衣服，而且褲子或裙子也要夠長來遮住她們的屁股等；若是任何廠商違反規定者將會收到警告，若是被發現三次，則攤位將會予以斷電，甚至主辦單位有權利要求撤銷攤位。
- 首次參展的企業有 Blizzard 和 Mgame 兩家公司；此外，NHN、Nexon、NCsoft、Neowiz Games、CJ Internet、Wemade Entertainment、YD Online 等韓國主要遊戲開發商也紛紛亮相。[22]
- G★2009 同時也將舉辦各種相關活動。如 2009 國際節目開發商論壇、遊戲賽事 GNGWC 2009、音樂會、全家遊戲總動員、棋盤遊戲大賽等等。[22]
- 本次參展企業達到 184 家，為歷屆規模最大的一次。包括海外 21 個國家的 80 家參展企業在內，本次盛會的參展企業數較之去年的 162 家增加了 22 家。[22]
- 除了一般展館、下一代遊戲展館、遊戲企業招聘館、網路遊戲題材館等展館外，還為難以單獨參展的中小遊戲商規劃 MMORPG 區、FPS 區、ACTION 區、 CASUAL 區等 4 大網路遊戲主題展區。 [22]
- 遊戲展覽中，有全世界 21 個國家的 198 家企業參加，參觀民眾達 24 萬，為歷屆規模最大，刷新了歷史紀錄。[23]
- 為了因應H1N1的流行，現場有預防措施、設置消毒設備以及設置流感觀察室，在沒有任何流感案例的活動期間順利落幕。[23]

第六屆（2010年11月28日─11月21日）
- 展場吸引了超過 28 萬人民眾參觀，且吸引了全世界 22 個國家、316 家業者來參展，展覽攤位達 1,494 個，為歷屆 Gstar 最大規模。[24]
- 在此次展覽中，除了韓國知名遊戲廠商包括 NCsoft、NEXON、NHN、Neowiz、HanbitSoft、Wemade、Mgame、CJ Internet 等都展出旗下新作品外，非韓系廠商包括 SONY ENTERTAINMENT、微軟、Blizzard 也以大規模攤位參展。[24]

第七屆（2011年11月10日─11月13日）
- 世界電競大賽（Game & Game World Championship，簡稱：GNGWC）的總決賽將於此屆舉辦。[25]
- 本屆共有 28 國、384 家廠商參與 B2C、B2B 展出，四天展期吸引達 29 萬人，刷新此項展覽參展人數歷代最高紀錄。[26]

第八屆（2012年11月8日─11月11日）